# Mandela, Roma
Mandela là một đô thị ở tỉnh Roma trong vùng Lazio, có cự ly khoảng 40 km về phía đông bắc của Roma. Tại thời điểm ngày 31 tháng 12 năm 2004, đô thị này có dân số 826 người và diện tích là 13,3 km².
Mandela giáp các đô thị: Anticoli Corrado, Cineto Romano, Licenza, Percile, Roccagiovine, Roviano, Saracinesco, Vicovaro.